# 聖巴勃羅區 (坎奇斯省)
聖巴勃羅區（西班牙語：Distrito de San Pablo），是秘魯的一個區，位於該國南部庫斯科大區的坎奇斯省，始建於1897年10月12日，面積524.06平方公里，海拔高度3,486米，2005年人口5,951，人口密度每平方公里11人。